# Форселлес (баронский род)
Форселлес (швед. af Forselles) — русский баронский род из Великого княжества Финляндского. Род угас по мужской линии 30 марта 1933 года, по женской линии — 5 января 1953 года.

## Происхождение рода

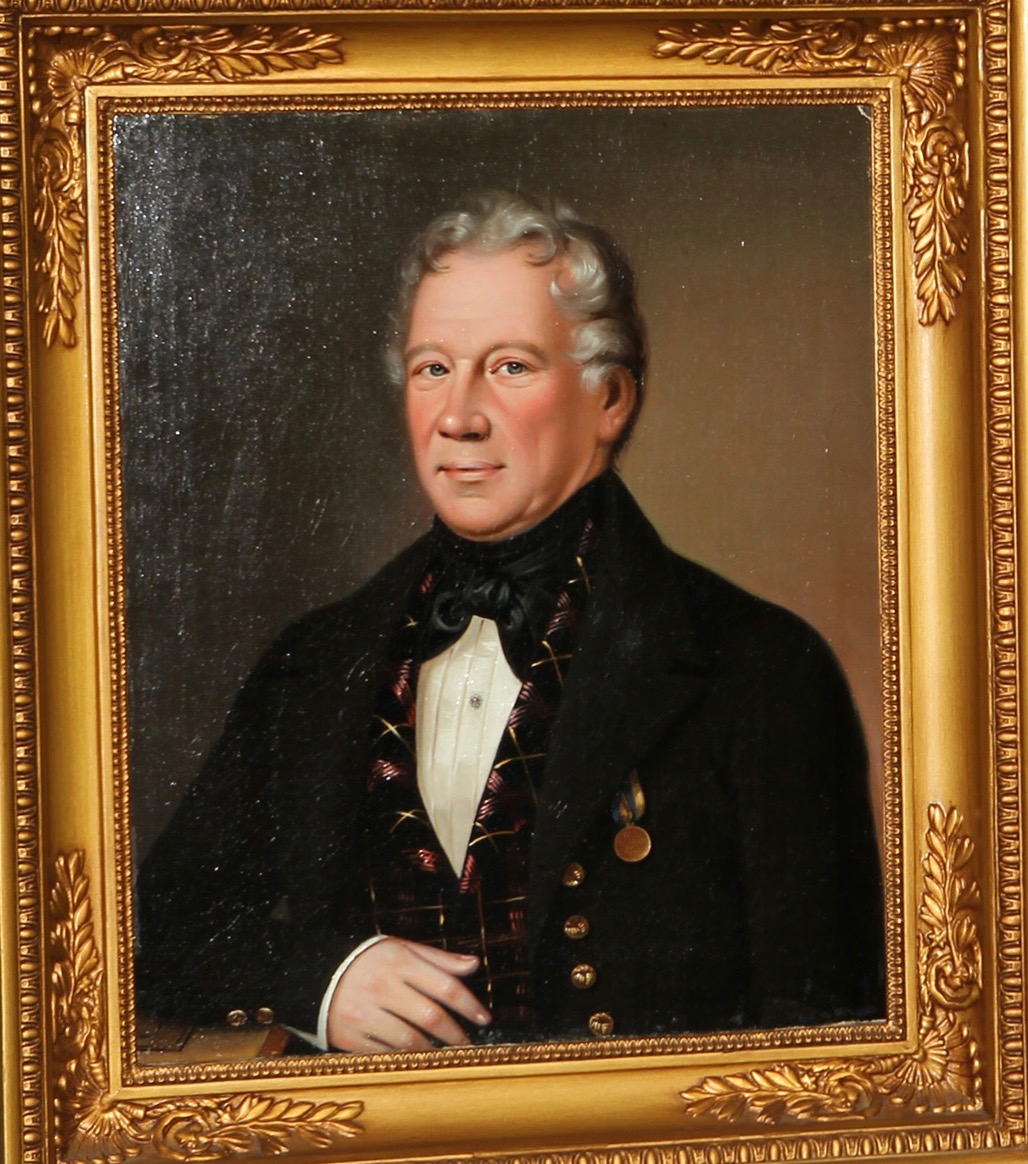
Майор Фредрик ав Форселлес

Родоначальником рода ав Форселлесов, происходящего из деревни Линдкоски в Нюландии, считается Хенрик Юрданссон (Henrik Jordansson; *1644 †1721), владелец гостиницы и член магистрата Векелакса, женой которого была Иоганна-Кристина, урождённая Мальм (Johanna Christina Malm; *1658 †1729), дочь купца из того же города. Их потомки приняли фамилию Форселл (Forsell), возможно, из-за порогов (по-шведски, fors) в Рейткалле на реке Сумманйоки, поскольку владели там фермами.
Сын Хенрика Якоб Хенрикссон Форселл (Jakob Henriksson Forsell; *17.08.1696, Векелакс †27.08 (или 28.04).1768, Ловиза) был купцом и также членом магистрата в том же городе (носившем уже название Фридрихсгам), а после его утраты Швецией в 1743 году, был одним из основателей и мэром построенного взамен Фридрихсгама нового города Ловизы (05.05.1747) и при отставке коммерции советником (10.01.1765). 24.01.1767 года он был удостоен дворянского звания с фамилией аф Форселлес (швед. af Forselles; в современном прочтении ав Форселлес).
Его сыновья Якоб младший, Хенрик-Юхан и Самуель были внесены в списки шведского дворянства 19.12.1775 года под номером 2018 и в списки дворянства Великого Княжества Финляндского 28.01.1818 года под номером 143.
Сыном Якоба младшего был майор Фредрик-Юхан-Ульрик (*11.08.1783 †03.02.1857), от первого брака с Софией-Шарлоттой-Генриеттой, урождённой Гутовской (Sofia Henrietta Gutowski (von Gutofsky)) (*13.02.1796 †15.01.1823), имевший сына Эдуарда-Густава, генерала русской службы .

## Баронское достоинство

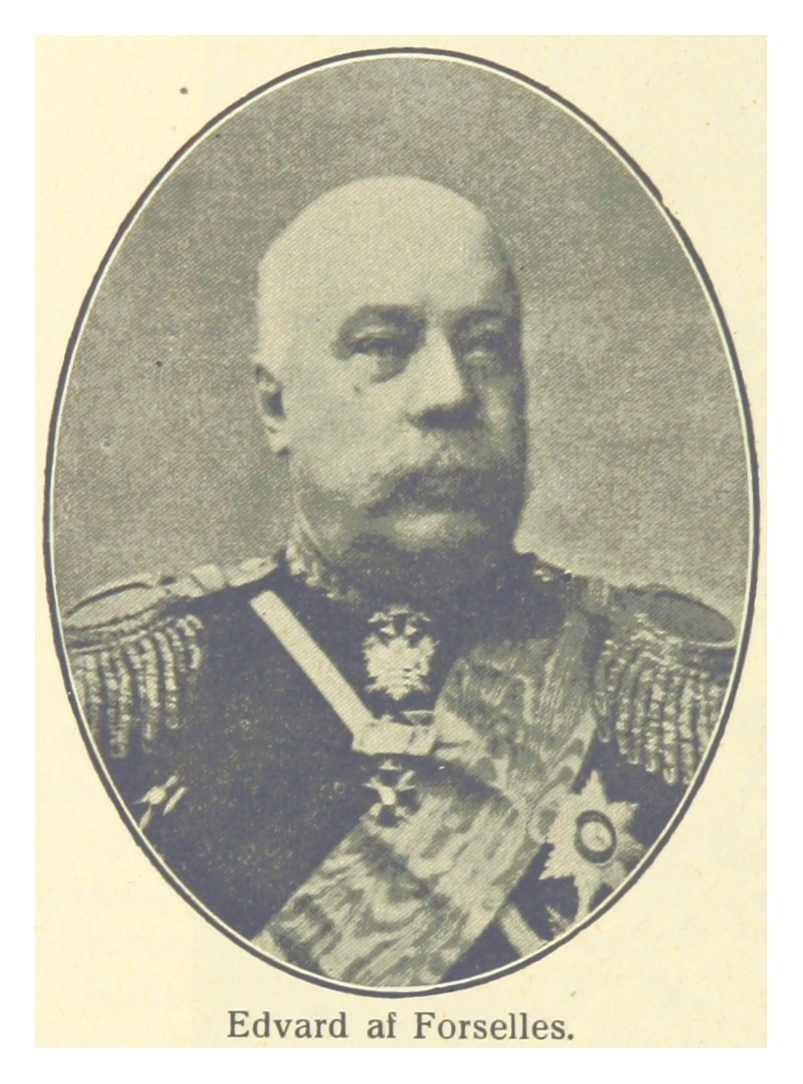
Первый барон Э. Ф. Форселлес

Высочайшим указом от 30 марта / 12 апреля 1874 года, сенатор Финляндского
Сената генерал-лейтенант Эдуард Фёдорович (Эдуард-Густав) аф-Форселлес возведён был с нисходящим его потомством в баронское достоинство Великого Княжества Финляндского с титулом барона аф-Форселлес (рус. дореф. афъ-Форселлесъ; чаще указывалось просто Форселлес).
Род его внесён 25 сентября / 7 октября 1876 года в матрикул Рыцарского Дома Великого Княжества Финляндского, в число родов баронских, под № 53.

## Родословная
- Эдуард (Эдуард-Густав) Фёдорович Форселлес (Edvard Gustaf af Forselles) 1-й Барон аф-Форсселес (*20.05/01.06.1817, Элимэ, Кюменский уезд, Выборгская губ., Финляндия †20.01/01.02(02.02).1891, Гельсингфорс, Финляндия)
∞(18.01.1852, Гельсингфорс, Финляндия) Ольга Ивановна, урожд. фон Брандт (Olga von Brandt) (*11(19).12.1824, Динабург, Витебская губ. † 23.04.1908, Гельсингфорс, Финляндия), дочь генерал-майора (16.04.1844) и генерал-лейтенанта (19.04.1857) Ивана Ивановича (Иоганна-Готлиба) фон Брандта (Johann Gottlieb (Gottfrid) von Brandt) (*29.12.1775 †07.10.1864).
  - Барон Эдуард (Эдвард-Ананий) Эдуардович Форселлес (Edvard Ananias af Forselles) (*18.10.1853, Санкт-Петербург †30.03.1933, Хельсинки, Финляндия). Бездетный холостяк.
  - Баронесса Лидия Эдуардовна (Лидия-Ольга-Генриетта) Форселлес  (Lydia Olga Henriette af Forselles) (*21.09/03.10.1855, Санкт-Петербург †12.08.1944, Женева, Швейцария).
∞(17.02.1880) коллежский секретарь Николай Амуратович Туган-Мирза-Барановский (*11.07.1854, Варшава, Варшавская губ., Царство Польское †05.03.1895, Санкт-Петербург ), судебный следователь, товарищ прокурора, нотариус, талмудист. 
∞(26.04.1896, Выборг, Выборгская губ., Финляндия) Жюль-Даниель-Александр Перре (Jules Daniel Alexander Perret) (*06.06.1861, Выборг, Выборгская губ., Финляндия †27/09/1918, Петроград), сын Луи-Александра Перре (*16.03.1824 †06.11.1906).
    - (от 1-го брака) дочь.
    - (от 1-го брака) дочь.
    -  (от 2-го брака) Даниель-Эдуард-Александр Перре (Daniel Edouard Alexander Perret) (*05.08.1897, Венден, Лифляндская губ. †01.11.1970, Женева, Швейцария).

  - Барон Виктор (Виктор-Александр) Эдуардович Форселлес (Viktor Alexander af Forselles) (*11.09.1857, Санкт-Петербург †1913, там же). Бездетный холостяк.
  - Баронесса Евгения Эдуардовна Форселлес (Eugenie af Forselles) (*18.03.1860, Санкт-Петербург †05.01.1953, Хельсинки, Финляндия). 
∞ (05.07.1910, Выборг, Выборгская губ., Финляндия) Иоганн-Франц-Йозеф Биннеман (Johann Frans Josef Binnemann) (*26.04.1865, Бад-Кройцнах, Пруссия †25.11.1942, Эспоо, Финляндия), музыкант. Без потомства.
  - Баронесса София (Елена-София) Эдуардовна Форселлес (Helena Sofia af Forselles) (*29.11.1864, Фридрихсгам, Выборгская губ., Финляндия †09.05.1917, Сент-Луис, Миссури, США (или 1937 или 1947)). 
∞ (08.03.1892) Николай Бьорклунд (Nikolai Björklund) (*03.12.1868), бельгийский консул в Гельсингфорсе.
    -  Георг Бьорклунд (Georg Björklund) (*01.08.1893, Гельсингфорс, Финляндия).

  -  Барон Эрнст-Эммануил (Эрнст-Эммануил-Виктор) Эдуардович Форселлес (Ernst Emanuel Viktor af Forselles) (*05.07.1866, Фридрихсгам, Выборгская губ., Финляндия †12.12.1890 (или 12.12.1903), утонул в Гельсингфорсе, Финляндия). Бездетный холостяк.